# Pommereux
Pommereux és un municipi francès situat al departament del Sena Marítim i a la regió de Normandia. L'any 2007 tenia 100 habitants.

## Demografia

### Població
El 2007 la població de fet de Pommereux era de 100 persones. Hi havia 36 famílies de les quals 8 eren unipersonals (8 homes vivint sols), 8 parelles sense fills, 16 parelles amb fills i 4 famílies monoparentals amb fills.
La població ha evolucionat segons el següent gràfic:
Habitants censats

### Habitatges
El 2007 hi havia 59 habitatges, 38 eren l'habitatge principal de la família, 18 eren segones residències i 3 estaven desocupats. Tots els 58 habitatges eren cases. Dels 38 habitatges principals, 31 estaven ocupats pels seus propietaris, 4 estaven llogats i ocupats pels llogaters i 2 estaven cedits a títol gratuït; 4 tenien dues cambres, 5 en tenien tres, 8 en tenien quatre i 20 en tenien cinc o més. 34 habitatges disposaven pel capbaix d'una plaça de pàrquing. A 16 habitatges hi havia un automòbil i a 19 n'hi havia dos o més.

### Piràmide de població
La piràmide de població per edats i sexe el 2009 era:
| Homes | Edats   | Dones |
| ----- | ------- | ----- |
| 0     | 95 o +  | 0     |
| 0     | 90 a 94 | 0     |
| 0     | 85 a 89 | 0     |
| 0     | 80 a 84 | 0     |
| 4     | 75 a 79 | 8     |
| 0     | 70 a 74 | 0     |
| 0     | 65 a 69 | 0     |
| 4     | 60 a 64 | 0     |
| 4     | 55 a 59 | 8     |
| 4     | 50 a 54 | 4     |
| 4     | 45 a 49 | 4     |
| 8     | 40 a 44 | 0     |
| 0     | 35 a 39 | 0     |
| 4     | 30 a 34 | 0     |
| 0     | 25 a 29 | 0     |
| 4     | 20 a 24 | 0     |
| 0     | 15 a 19 | 4     |
| 0     | 10 a 14 | 0     |
| 0     | 5 a 9   | 0     |
| 0     | 0 a 4   | 0     |

## Economia
El 2007 la població en edat de treballar era de 67 persones, 45 eren actives i 22 eren inactives. De les 45 persones actives 40 estaven ocupades (25 homes i 15 dones) i 5 estaven aturades (2 homes i 3 dones). De les 22 persones inactives 4 estaven jubilades, 7 estaven estudiant i 11 estaven classificades com a «altres inactius».
Activitats econòmiques
Dels 7 establiments que hi havia el 2007, 2 eren d'empreses extractives, 1 d'una empresa de construcció, 1 d'una empresa de comerç i reparació d'automòbils, 1 d'una empresa de serveis i 2 d'empreses classificades com a «altres activitats de serveis».
L'únic servei als particulars que hi havia el 2009 era una fusteria.
L'any 2000 a Pommereux hi havia 7 explotacions agrícoles que ocupaven un total de 316 hectàrees.

## Poblacions més properes
El següent diagrama mostra les poblacions més properes.